# Striga barthlottii
Striga barthlottii är en snyltrotsväxtart som beskrevs av Fischer, Lobin och Mutke. Striga barthlottii ingår i släktet Striga och familjen snyltrotsväxter. Inga underarter finns listade i Catalogue of Life.